# Symphonie no 2 de Tippett
Pour les articles homonymes, voir Symphonie no 2.
La Symphonie no 2 est une symphonie du compositeur britannique Michael Tippett. Composée en 1957, elle fut créée à Londres le 5 février 1958 par Adrian Boult.

## Analyse de l'œuvre
1. Allegro vigoroso
2. Adagio molto e tranquillo
3. Scherzo Presto veloce
4. Finale Allegro moderato

## Instrumentation
- Deux flûtes, deux hautbois, deux clarinettes, deux bassons, quatre cors, trois trompettes, trois trombones, un tuba, timbales, harpe, percussion, piano, cordes.